# تغزوت (استان وادی)
تغزوت (به عربی: تغزوت) یک شهرداری در الجزایر است که در ناحیه قمار واقع شده‌است. تغزوت ۱۳٬۹۳۴ نفر جمعیت دارد و ۶۵ متر بالاتر از سطح دریا واقع شده‌است.